# زلزال ۲
موشک زلزال ۲ یک راکت توپخانه‌ای غیر هدایت شونده سنگین ساخت مهندس حسین حسن نژاد از ایران است. این راکت با کالیبر ۶۱۰ میلی‌متری، می‌تواند کلاهکی جنگی به جرم ۶۰۰ کیلوگرم را حدود ۲۱۰ کیلومتر (۱۳۰ مایل) با خود حمل کند. تولید و توسعه این موشک از سال ۱۳۶۹ آغاز شده‌است.

## تاریخچه
راکت‌های سری زلزال در کنار راکت‌های سری نازعات، از راکت‌های ایرانی هستند که در طول جنگ ایران و عراق طراحی و ساخته شدند. به گفته منابع ایرانی، بعدها از روی سیستم زلزال، موشک‌های نسل فاتح طراحی و ساخته شدند. همینطور از این سیستم،‌ برای ساخت برخی راکت‌های کاوشگر فضایی در ایران استفاده شده است.
در اوت سال ۲۰۰۶ میلادی، گزارش‌هایی اعلام شد که ایران، حزب‌الله لبنان را به موشک زلزال ۲ مجهز کرده‌است. از این موشک‌ها توسط نیروهای یمنی برای حمله به عربستان نیز استفاده شده است.

## مشخصات فنی
زلزال ۲، دارای ۸.۴۶ متر طول و ۶۱۰ میلی‌متر قطر است. وزن این موشک ۳۴۰۰ کیلوگرم که ۶۰۰ کیلوگرم آن را سر جنگی و ۱۸۴۰ کیلوگرم آن را سوخت آن تشکیل داده است. میزان خطای این موشک را ۵ درصد گزارش کرده‌اند. این راکت قدرت دارد تا حداکثر تا ۲۱۰ کیلومتر برد داشته باشد. نسل دوم زلزال در حالی که اختلاف ابعادی با نسل اول ندارد اما با افزایش ۲۹ درصدی جرم سوخت، بدون کاهش میزان سرجنگی به ۶۸ درصد برد بیشتر می‌رسد. این راکت‌ها قابلیت پرتاب از لانچرهای متحرک و ثابت را دارند و بر روی لانچرهای سه‌تایی و تکی نصب می‌شوند.‌‌ شکل ظاهری این راکت، شامل بدنه استوانه‌ای، چهار بالک ذوزنقه‌ای در انتهای بدنه و موتورهای راکتی دوران‌دهنده پیش از بخش دماغه است.